# Pascual Amat
Pascual Amat y Esteve (Yecla, 20 de octubre de 1856-Madrid, 10 de agosto de 1928) fue un abogado, militar y político español, ministro de Gracia y Justicia durante el reinado de Alfonso XIII.

## Biografía
Nacido el 20 de octubre de 1856 en Yecla, inició su carrera política como miembro del Partido Liberal Fusionista con el que participará en las elecciones de 1893, 1896, y 1898, obteniendo acta de diputado en el Congreso por el distrito de Arévalo (provincia de Ávila). En 1899 pasa a militar en el Partido Conservador. Obtendría entonces escaño a Cortes también por el distrito de Arévalo en los procesos electorales de 1903, 1905, 1907, 1910, y 1914. En 1916 pasaría al Senado como representante de la provincia de Ávila. Volvería al Congreso, también representando a Arévalo, al ser elegido en las elecciones de 1918, 1919, y 1920. Finalizó su carrera política en las Cortes repitiendo como senador, en 1923.
Ejerció de ministro de Gracia y Justicia entre el 20 de julio y el 12 de diciembre de 1919 en un gobierno presidido por Joaquín Sánchez de Toca Calvo.
Falleció el 10 de agosto de 1928 en Madrid.
Una calle en su ciudad natal lleva su nombre.